# Eignungsübungsgesetz
Das Eignungsübungsgesetz (EÜG) trifft für Teilnehmer einer Eignungsübung der Bundeswehr vergleichbare Regelungen wie das Arbeitsplatzschutzgesetz für Personen, die zum Grundwehrdienst oder zu einer Wehrübung einberufen werden. Eine Eignungsübung ist eine Übung zur Auswahl von freiwilligen Soldaten. Das Gesetz geht als Bundesgesetz den landesrechtlichen Regelungen, z. B. im Landesbeamtenrecht, vor. Als lex specialis hat es Vorrang vor anderen Regelungen des Arbeitsrechts.

## Regelungen für Arbeitnehmer
Nimmt ein Arbeitnehmer an einer Eignungsübung teil, ruht dessen Arbeitsverhältnis bis zu vier Monaten. (§ 1 Abs. 1 S. 1 EÜG) Ein befristetes Arbeitsverhältnis wird durch die Einberufung zu einer Eignungsübung nicht verlängert. (§ 3 Hs. 1 EÜG) Der Arbeitgeber darf das Arbeitsverhältnis während der Eignungsübung nicht kündigen; der Arbeitnehmer genießt Kündigungsschutz. (§ 2 Abs. 1 S. 1 EÜG) Bleibt der Arbeitnehmer im Anschluss an die Eignungsübung als freiwilliger Soldat in den Streitkräften, so endet das Arbeitsverhältnis mit Ablauf der Eignungsübung. (§ 3 Abs. 1 S. 1 EÜG) Eine Werkwohnung ist für die Dauer der Eignungsübung weiterzugewähren. (§ 4 Abs. 1 S. 1 EÜG) Das Vertragsverhältnis zwischen einem Handelsvertreter und einem Unternehmer wird durch die Teilnahme des Handelsvertreters an einer Eignungsübung nicht gelöst. (§ 5 Abs. 1 S. 1 EÜG) Aus der Teilnahme an einer Eignungsübung darf dem Arbeitnehmer in beruflicher und betrieblicher Hinsicht und dem Handelsvertreter in seinen vertraglichen Beziehungen zu dem Unternehmer kein Nachteil erwachsen; es gilt ein Benachteiligungsverbot (§ 6 Abs. 1 S. 1 EÜG).

## Regelungen für Beamte und Richter
Ein Beamter oder Richter, der zu einer Eignungsübung einberufen wird, ist für die Dauer der Eignungsübung ohne Dienstbezüge beurlaubt. (§ 7 Abs. 1 S. 1 EÜG) Der Beamte oder Richter darf aus Anlass der Teilnahme an einer Eignungsübung nicht entlassen werden. (§ 7 Abs. 2 S. 1 EÜG) Aus der Teilnahme an einer Eignungsübung darf dem Beamten oder Richter kein Nachteil erwachsen. (§ 7 Abs. 3 S. 1 EÜG) Der Vorbereitungsdienst wird um die Zeit der Eignungsübung verlängert. (§ 7 Abs. 4 S. 1 EÜG) Bleibt der Beamte oder Richter im Anschluss an die Eignungsübung als freiwilliger Soldat in den Streitkräften, so ist er mit der Übernahme aus seinem bisherigen Dienstverhältnis entlassen. (§ 7 Abs. 5 EÜG) Setzt der Beamte oder Richter die Eignungsübung über vier Monate hinaus freiwillig fort, so ist er grundsätzlich mit Ablauf der vier Monate aus seinem bisherigen Dienstverhältnis entlassen. (§ 7 Abs. 6 S. 1 EÜG)

## Auswirkungen auf die Sozialversicherungen
Die Teilnahme an einer Eignungsübung berührt eine bestehende Pflicht- oder freiwillige Versicherung bei einem Träger der gesetzlichen Krankenversicherung sowie eine bestehende Pflegeversicherung nicht. (§ 8 Abs. 1 S. 1; § 8a Abs. 1 EÜG) War der Teilnehmer an einer Eignungsübung zuletzt vor Beginn der Eignungsübung in der gesetzlichen Rentenversicherung pflichtversichert und bleibt er nicht in den Streitkräften, so hat der Bund grundsätzlich auf Antrag die Beiträge für die Zeiten der Teilnahme an der Eignungsübung in der Höhe nachzuentrichten, in der sie im Durchschnitt der letzten drei voll mit Pflichtbeiträgen belegten Kalendermonate vor Beginn der Eignungsübung entrichtet sind. (§ 9 Abs. 1 S. 1 EÜG) Personen, die an einer Eignungsübung teilnehmen, sind in der Arbeitslosenversicherung versicherungspflichtig; den vollen Beitrag übernimmt jedoch der Bund. (§ 10 S. 1 f. EÜG)